# Гимномурена
Гимномурена (лат. Gymnomuraena zebra) — вид лучепёрых рыб семейства муреновых (Muraenidae). Единственный представитель одноимённого рода Gymnomuraena.

## Описание
Тело удлинённое.
Имеет змеевидное тело без чешуи, покрытое скользкой слизью для защиты от травм. Максимальная длина тела 150 см, обычно до 50 см. Окраска красновато-шоколадная с более 100 вертикальными полосами кремово-белого цвета, большая часть которых образует сплошные кольца. Спинной, хвостовой и анальный плавники образуют один длинный покрытый кожей гребень на спине для змеевидного плавания. Грудные и брюшные плавники отсутствуют. Морда округлая и короткая. Имеет множество маленьких, близко расположенных коренных зубов: 2–3 ряда по бокам нижней челюсти и 5–6 рядов на нёбе. Вместо жаберных крышек на конце головы расположены два отверстия. Имеет слабое зрение и хорошее обоняние за счёт четырёх трубчатых ноздрей: две расположены на конце морды и направлены вниз, ещё две находятся высоко на голове на уровне глаз и направлены в стороны.

## Распространение и среда обитания
Широко распространена в Индо-Тихоокеанском регионе от восточного побережья Африки до западного побережья Америки, включая Красное море, Гавайи и Галапагосы.
Донные рыбы, обитают у скалистых или коралловых рифов на прибрежном мелководье на глубине от 1 до 39 метров, обычно менее 4 м.

## Биология
Ведут ночной образ жизни и активно охотятся на свою добычу. В отличие от большинства других мурен, питаются почти исключительно ракообразными, морскими ежами и моллюсками.